# نورا اورلاندی
نورا اورلاندی (به ایتالیایی: Nora Orlandi)؛ (۲۸ ژوئن ۱۹۳۳ – ۱ ژانویهٔ ۲۰۲۵) یک موسیقی‌دان، نوازنده پیانو، نوازندهٔ ویولن، خواننده سوپرانو، آهنگساز و هنرپیشه اهل ایتالیا بود.
از فیلم‌هایی که وی در آن‌ها نقش داشته‌است، می‌توان به ده‌هزار دلار برای یک قتل‌عام، ضعف اخلاقی عجیب خانم وارْدْ و دورو اشاره نمود.
نورا اورلاندی در ۱ ژانویهٔ  ۲۰۲۵، در سن ۹۱ سالگی در رم درگذشت.